# Сюзьма (танец)
Сюзьма, сюзме или сюзмэ — элемент танца в Закавказье, представляющий из себя танец в танце. 
Сюзьма является отдельной частью азербайджанского и армянского танцев. В азербайджанских танцах исполняется также и на коленях. Состоит из мягких движений корпуса, рук, сопровождается выразительной мимикой. В женских танцах сюзьма носит лирический характер, в мужских же отличается мужественностью и задором.
Сюзьма исполняется как правило после подвижной части танца. Танец характеризуется легкими покачиванием и переступанием, а также поворотами на месте и незначительными передвижениями вперед. При этом танцор исполняющий данный элемент, сочетает движение ног с движением рук. При исполнении сюзьмы движение волной прокатывается по телу от ног к голове, завершаясь экспрессивным вздрагиванием плеч и мягким вращением кистей рук.
Может исполняется как в одиночном, так в групповом танце. Не редко данный элемент выступает главной частью танца, ввиду чего сюзьму иногда выделяют в отдельный вид танца.